# Sebastian Ertle

Bild des später zerstörten Grabmals für Johannes Lossow im Magdeburger Dom, links eine ebenfalls zerstörte Grabplatte

Sebastian Ertle (auch Erdtle, Ertlin, Oertle; * um 1570 in Überlingen; † nach 1612 in Magdeburg) war ein Steinmetz und Bildhauer.

## Leben
Ertle war von 1595/1597 bis 1612 in Magdeburg als Steinmetz tätig und war ein sehr angesehener Künstler. Er schuf insbesondere Epitaphien für viele Patrizier und Landadlige. Seine Arbeiten waren insbesondere durch künstlerisch anspruchsvolle, sehr lebensnah gestaltete Abbildungen der Verstorbenen gekennzeichnet. 
Spätestens um 1601 soll Ertle im Magdeburger Dom als führender Mitarbeiter oder sogar „Mitmeister“ tätig gewesen sein. Er besaß nachweislich das Magdeburger Bürgerrecht. Seine Werkstatt befand sich auf dem Prälatenberg in der Magdeburger „Künstlervorstadt“ Sudenburg. Einer seiner Gesellen war Christoph Dehne, der später selbst eine erfolgreiche Werkstatt betrieb.
Bekannt war Ertles für Johann von Lossow gestaltetes Epitaph im Magdeburger Dom, welches jedoch im Zweiten Weltkrieg zerstört wurde. Es wird angenommen, dass das ebenfalls für Johann von Lossow geschaffene, in der Gutskapelle Bergen befindliche Epitaph gleichfalls von ihm stammt. Im Magdeburger Dom blieben jedoch weitere seiner Arbeiten, so das 1604 geschaffene Prospekt der Domorgel, mit teils beweglichen Figuren, erhalten. Auch das Epitaph für Franz von Trotha in der Klosterkirche Hecklingen wird ihm zugeschrieben. Im Gut Athensleben befindet sich ein 1602 von ihm gearbeiteter Fries mit 13 Wappen von Mitgliedern des Domkapitels Magdeburg und des Amtshauptmannes. Für den 1605 verstorbenen Caspar von Kannenberg fertigte Ertle ein im Halberstädter Dom erhaltenes Epitaph aus Alabaster. 1609 schuf er für den Amtmann Melchior von Arnstedt und dessen Frau Katharina von Hünicke ein stattliches Epitaph, das in der Sankt-Georg-Kirche in Jerichow erhalten ist.